# 斯特朗賽怪獸
斯特朗賽怪獸是一大型的海洋生物屍體，於1808年在風暴後被沖上英國奧克尼群島斯特朗賽島的岸上。

## 描述
斯特龍塞怪獸長55尺，是由三個證人量度的，其中一人是木匠，而另外兩個則是農夫。這個屍體長4尺，圓周約10尺長。它有三對「腳」或「翼」。順著頭部至尾巴的方向，它的皮膚很滑，但相反方向則很粗糙。它的鰭邊有鬃毛，背上有有鬃束。這些鬃毛濕潤時呈深色。它的胃部內都是紅色的。

## 爭論
斯特龍塞怪獸屍體長約55尺，由於失去了部份的尾巴，估計其原有長度更長。愛丁堡自然史學會不能辨別這個屍體，認為它是屬於一個新的物種，甚至有可能是大海蛇。後來解剖學家埃弗拉德·霍姆爵士在倫敦否定當時的量度，並聲稱它只有約36尺長及似乎是一頭分解了的姥鯊。於1849年，蘇格蘭的學者亦結論認為這是屬於鯊魚的大型品種。不過，最大的姥鯊也只有約40尺長，超過55尺的斯特龍塞怪獸始終是神秘生物，也有可能是不明的鯊魚物種。
奧克尼群島的遺傳學專家伊馮娜·辛普森博士研究了這些證據，認為斯特龍塞怪獸有可能是不明的鯊魚物種，與姥鯊是近親。斯特龍塞怪獸屍體的繪圖在體型及體態上都與尼斯湖水怪很相近。.

## 外部連結
- Globsters! （页面存档备份，存于）
- Monsters of the Deep - the Stronsay Beast （页面存档备份，存于）
- Scotsman - Unexplained Monster Mysteries from the Sea （页面存档备份，存于）
- Stronsay Beast - American Monsters